# The Monster Tour
The Monster Tour foi uma turnê promocional do rapper norte-americano Eminem, em colaboração com a cantora Rihanna. A turnê ocorreu em 7 de agosto de 2014, no estádio Rose Bowl, em Pasadena, e foi concluída em 23 de agosto de 2014, no Comerica Park, em Detroit. Foi a quinta turnê de Rihanna no geral e a primeira a nível promocional.

## Antecedentes
Eminem e Rihanna colaboraram pela primeira vez em 2010, com a canção "Love the Way You Lie". Desde então, lançaram "Love the Way You Lie (Part II)" (2010), "Numb" (2012) e "The Monster" (2013). Em fevereiro de 2014, Eminem anunciou a turnê em promoção do álbum The Marshall Mathers LP 2 (2014). Em 19 de março de 2014, foi confirmado que a turnê se chamaria The Monster Tour e três datas foram prosseguidamente anunciadas. Em 28 de março de 2014, as vendas dos ingressos foram disponibilizadas.. Em 21 de março de 2014, mais três datas ao redor da América do Norte foram adicionadas.

## Recepção comercial
The Monster Tour foi uma das turnês mais lucrativas de 2014 na América do Norte, com uma receita de US$ 36,4 milhões em apenas 6 apresentações. A turnê vendeu mais de 581.726 ingressos em apenas 6 datas, com uma porcentagem recorde de 96.954 ingressos por apresentação. Os dois concertos no MetLife Stadium, em Nova Jérsei, acumularam US$ 12,4 milhões. A turnê foi classificada como a sexta digressão mais lucrativa do ano na América do Norte, atrás de Billy Joel, George Strait, One Direction e Garth Brooks.

## Repertório
Parte I: Eminem and Rihanna
1. "Numb ("
2. "No Love"
3. "Run This Town" / "Renegade" / "Live Your Life"
4. "Crack a Bottle"
5. "Won't Back Down"

Parte II: Rihanna
1. "What Now"
2. "Phresh Out the Runway"
3. "Birthday Cake" / "Talk That Talk"
4. "Rude Boy"
5. "What's My Name?" (contém partes de "Na Na")
6. "Pour It Up" (contém partes de "Forgot About Dre")
7. "Cockiness (Love It)"
8. "Man Down"
9. "You da One"
10. "Wait Your Turn"
11. "Jump"
12. "Umbrella"
13. "All of the Lights" / "Rockstar 101"
14. "Where Have You Been"
15. "Stay"

Parte III: Eminem
1. "Love the Way You Lie" (com Rihanna)
2. "3 A.M."
3. "Square Dance"
4. "Business"
5. "Kill You"
6. "Evil Deeds"
7. "Rap God"
8. "Marshall Mathers"
9. "Just Don't Give a Fuck"
10. "Criminal"
11. "The Way I Am"
12. "Airplanes" (comRihanna)
13. "Stan" (com Rihanna)
14. "Sing for the Moment"
15. "Like Toy Soldiers"
16. "Forever"
17. "Berzerk"
18. "Till I Collapse"
19. "Cinderella Man"
20. "My Name Is"
21. "The Real Slim Shady"
22. "Without Me"
23. "Not Afraid"

Parte IV: Rihanna
1. "Diamonds"
2. "We Found Love"

Parte V: Eminem
1. "Lose Yourself"

Encore
1. "The Monster"

## Datas
| Data                 | Cidade          | País           | Local           | Público                  | Receita        |
| -------------------- | --------------- | -------------- | --------------- | ------------------------ | -------------- |
| América do Norte     |                 |                |                 |                          |                |
| 7 de agosto de 2014  | Pasadena        | Estados Unidos | Rose Bowl       | 110,346 / 110,346        | US$ 13,148,346 |
| 8 de agosto de 2014  | Pasadena        | Estados Unidos | Rose Bowl       | 110,346 / 110,346        | US$ 13,148,346 |
| 16 de agosto 2014    | East Rutherford | Estados Unidos | MetLife Stadium | 100,420 / 100,420        | US$ 12,721,417 |
| 17 de agosto de 2014 | East Rutherford | Estados Unidos | MetLife Stadium | 100,420 / 100,420        | US$ 12,721,417 |
| 22 de agosto de 2014 | Detroit         | Estados Unidos | Comerica Park   | 105,092 / 105,092        | US$ 10,598,888 |
| 23 de agosto de 2014 | Detroit         | Estados Unidos | Comerica Park   | 105,092 / 105,092        | US$ 10,598,888 |
| Total                | Total           | Total          | Total           | 315,858 / 315,858 (100%) | US$ 36,400,000 |